# Valença (Portugal)
Valença (gelegentlich auch Valença do Minho) ist eine Stadt (Cidade) und ein Kreis (Concelho) in Nordportugal mit 3448 Einwohnern (Stand 30. Juni 2011).

## Der Ort

### Geschichte

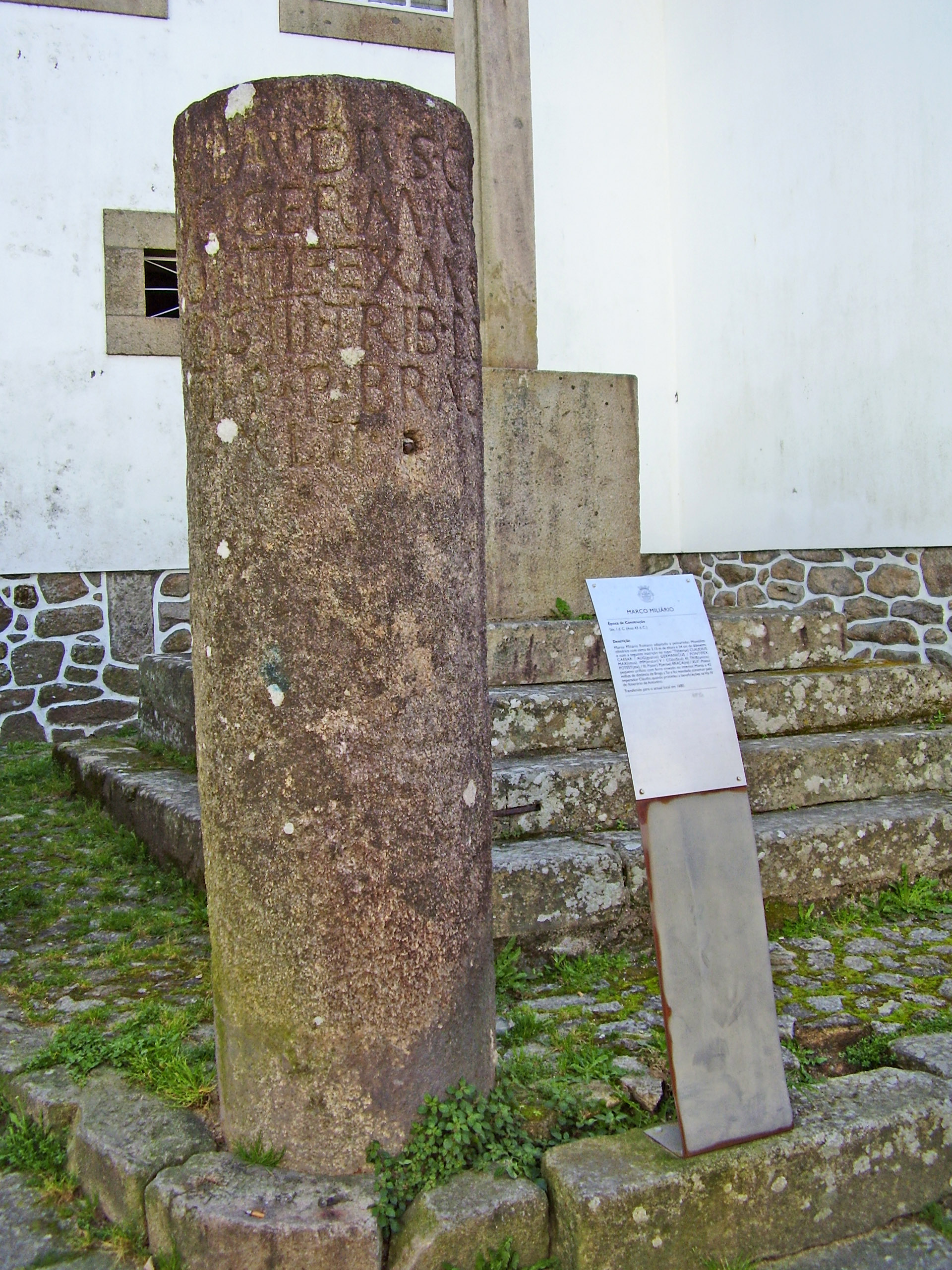
Der Meilenstein (Miliarium) der hier verlaufenden Römerstraße

Felsgravuren belegen eine vorgeschichtliche Besiedlung des Gebietes bis zum Auftauchen der Römer. Decimus Iunius Brutus Callaicus lagerte auf seinem Eroberungsfeldzug 137 v. Chr. vermutlich im Gebiet der heutigen Gemeinde Gandra. Der Ort wurde als Castrum Tydis römische Grenzfestung. Ab dem 5. Jahrhundert n. Chr. eroberten die Sueben das Gebiet, das anschließend Teil des Westgotenreichs wurde. König Witiza residierte in seinem Palast in Tui, gegenüber Valença. 716 eroberte Abd al-Aziz das Gebiet für die Mauren, denen König Alfons I. von Asturien es 736 wieder abnahm. Der nunmehr Contra-Castra genannte Ort war Teil der Ersten Grafschaft Portucale, bevor Almansor ihn unter großen Zerstörungen 997 wieder für die Umayyaden in Besitz nahm, auf seinem Eroberungsfeldzug nach Santiago de Compostela.
Im Verlauf der Reconquista wurden die Araber wieder zurückgedrängt. Ab 1139 wurde das Königreich Portugal unabhängig, musste jedoch seine Unabhängigkeit gegen die Königreiche León und Kastilien verteidigen. 1200 errichtete König Sancho I. Festungsmauern um den inzwischen als Contrasta bekannten Grenzort. Nachdem der Ort in erneuten Auseinandersetzungen von León zerstört worden war, ließ König D. Afonso II. den Ort 1217 neu besiedeln und verlieh ihm neue Stadtrechte (Foral), in deren Urkunde er bereits zuvor vergebene Stadtrechte durch seinen Vater D. Sancho I. erwähnt.
Der zunehmend als beliebte Station der Jakobspilger auf dem Weg ins nahe gelegene Santiago de Compostela bekannte Ort erhielt 1262 den heutigen Namen durch König D.Afonso III. Im 14. erfuhr Valença bedeutende Erweiterungen an Gebäuden und Festungsanlagen. Im Restaurationskrieg wurden die Festungsanlagen erneut ausgebaut, und der Ort widerstand von 1657 bis 1668 mehrmaligen spanischen Anstürmen.

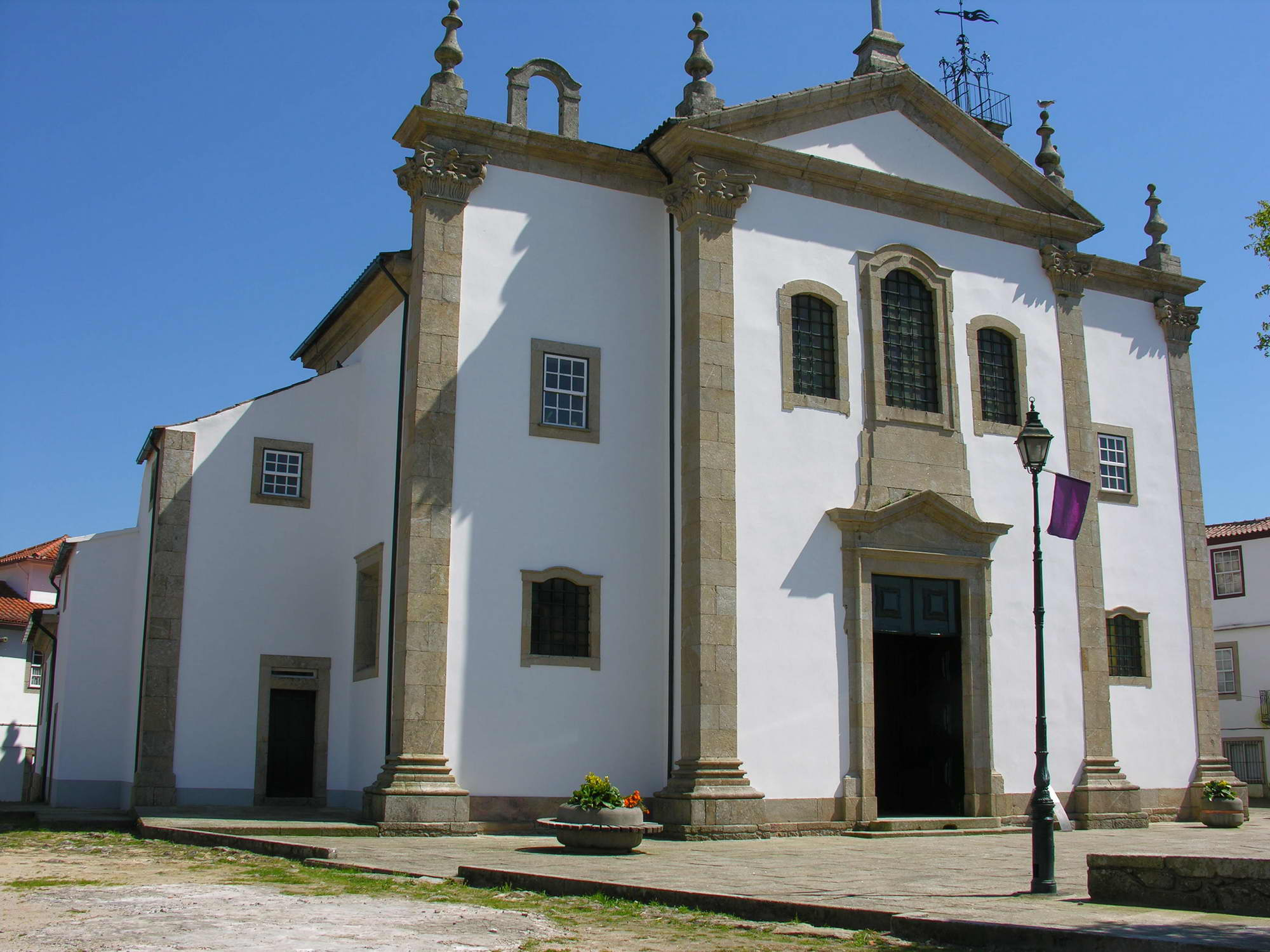
Die Kirche de Santo Estevão

Im Verlauf der Napoleonischen Invasionen wurde Valença 1809 vom französischen Invasionsheer unter General Soult eingenommen. 1912 wehrte sich der Ort gegen einrückende Truppen des zweiten monarchistischen Aufstands in Nordportugal und blieb gegenüber der 1910 ausgerufenen Portugiesischen Republik loyal.
2009 wurde Valença zur Stadt (Cidade) erhoben.

### Sehenswürdigkeiten

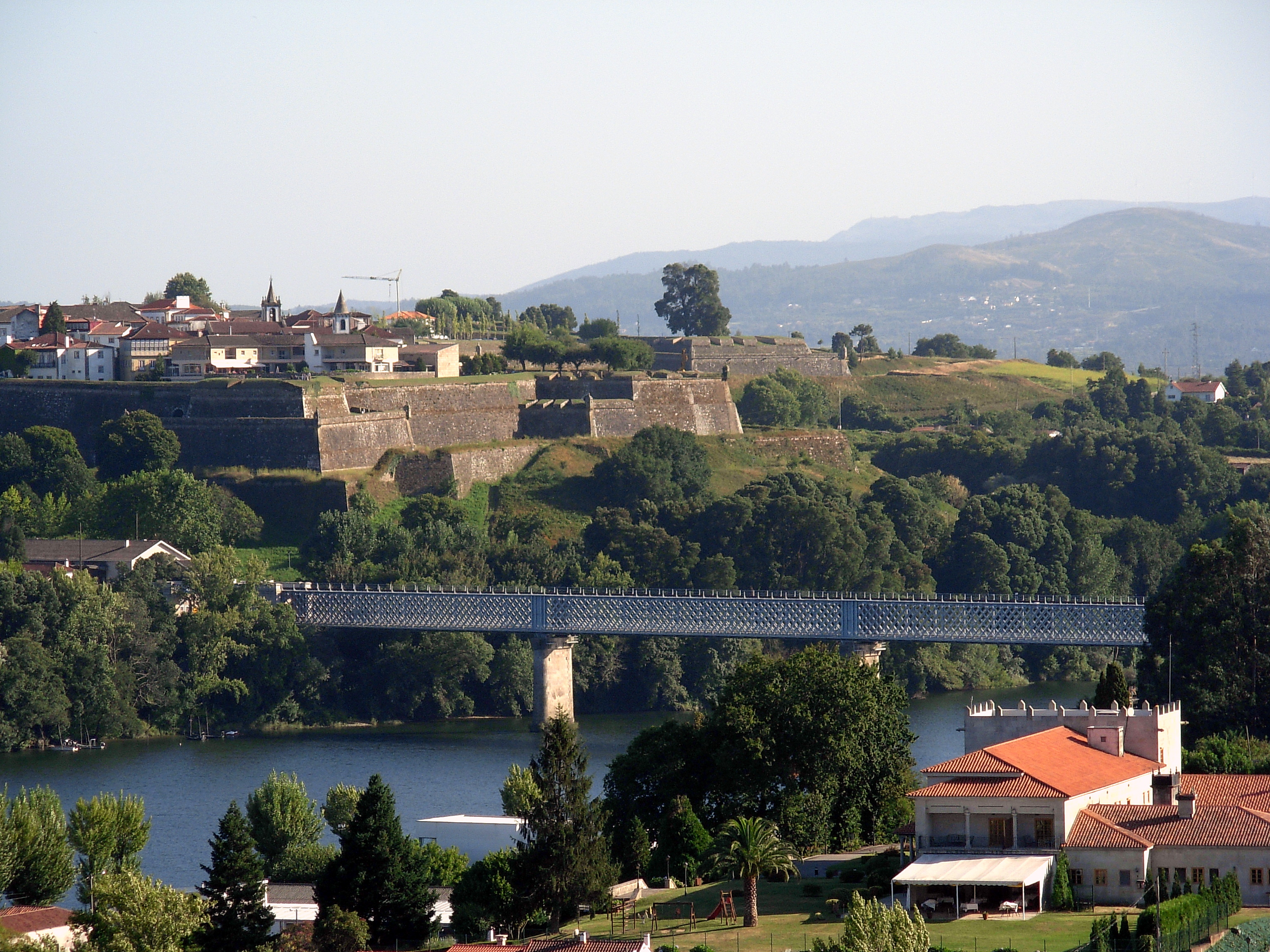
Die Burg von Valença, davor die doppelstöckige internationale Eisenbrücke

Auf der IV. römischen Militärstraße, die Braga mit Tui verband, wurde ein römischer Meilenstein aus der Zeit des Kaisers Claudius (43 n. Chr.) gefunden und nahe der Kirche aufgerichtet. Er hat die Form einer 2,15 m hohen monolithischen Säule, mit einem Durchmesser von 54 cm. Der Stein besitzt ein kleines Loch mit einem darin steckenden Eisennagel. Eine Infotafel gibt die Inschrift wieder. Am oberen Ende: „TI(berius) CLAUDIUS.CAESAR / AUG(ustus) GERMANICUS / PONTIFEX. MAX(imus). IMP(erator) V / CO(n)S(ul) III, TRIB(unicia) POTEST(ate), III, P(ater) P(atriae) BRACA(ra) / XLII“. Der Pfahl fungierte wie andere – jedoch aus romanischer Zeit stammende – Pelourinhos als Schandpfahl. Er markierte ebenfalls den Ort, an dem Recht gesprochen wurde und Bekanntmachungen erfolgten.
Sehenswert ist auch die dreischiffige Kirche Igreja de Santo Estévão (um 1400) mit ihrer Renaissancefassade. Zwischen 1792 und 1805 wurde die Kirche als Kollegiatkirche neu errichtet.
Der Ort wird umgeben von einer Festungsmauer. Die Tore Porta da Coroada und Porto do Meio führen in die Altstadt. Die Festung stammt aus der Zeit des Restaurationskrieges im 17. Jahrhundert.
Zu den weiteren Baudenkmälern des Ortes zählen u. a. zahlreiche Sakralbauten, historische öffentliche Gebäude und Wohnhäuser, der Bahnhof, Brücken und steinerne Brunnenanlagen. Auch der historische Ortskern als Ganzes steht unter Denkmalschutz.
In der Gemeinde Friestas ist ein Denkmal für den hier 1933 notgelandeten Charles Lindbergh zu sehen.

## Der Kreis

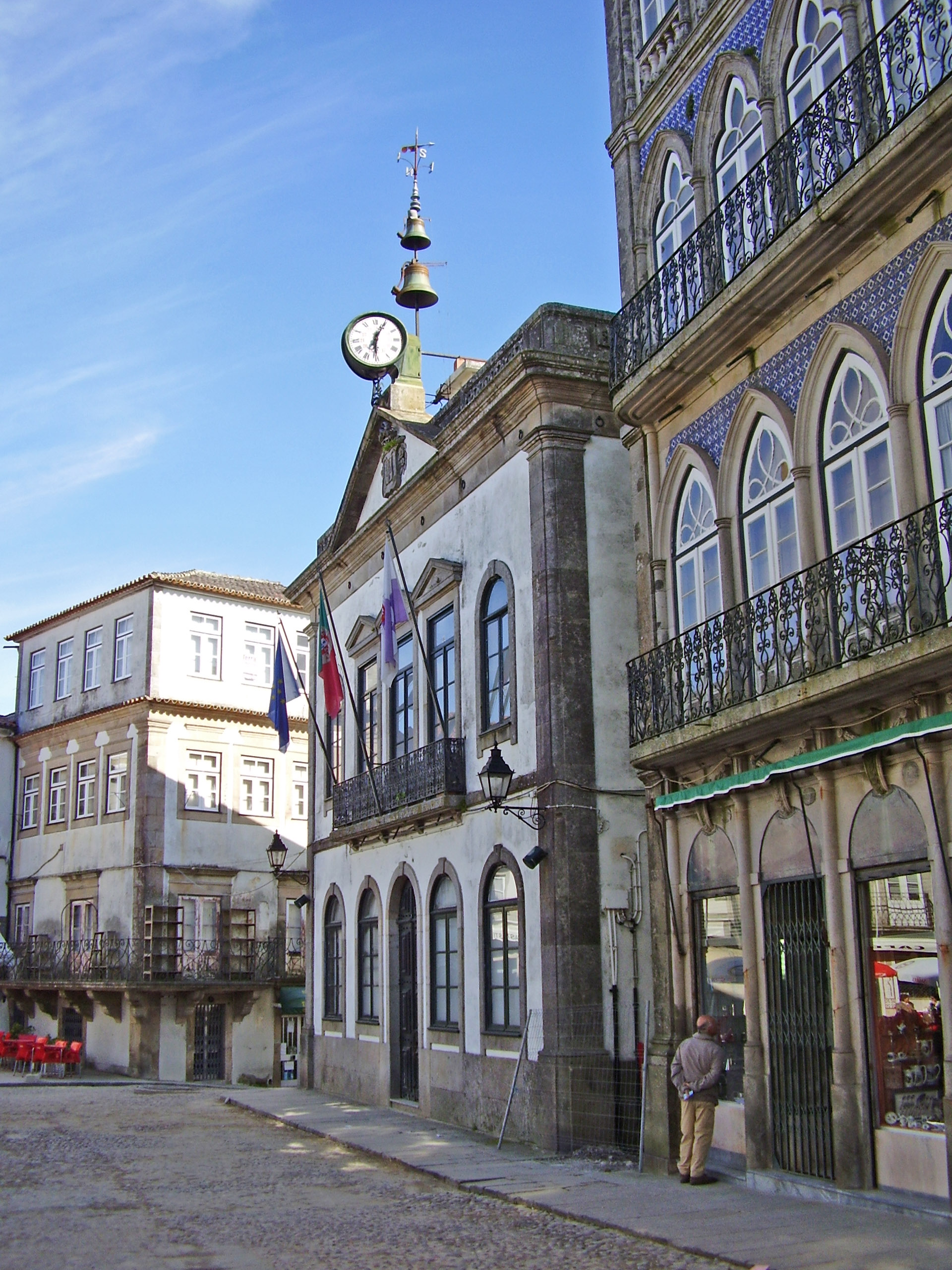
Das Rathaus von Valença (Mitte)

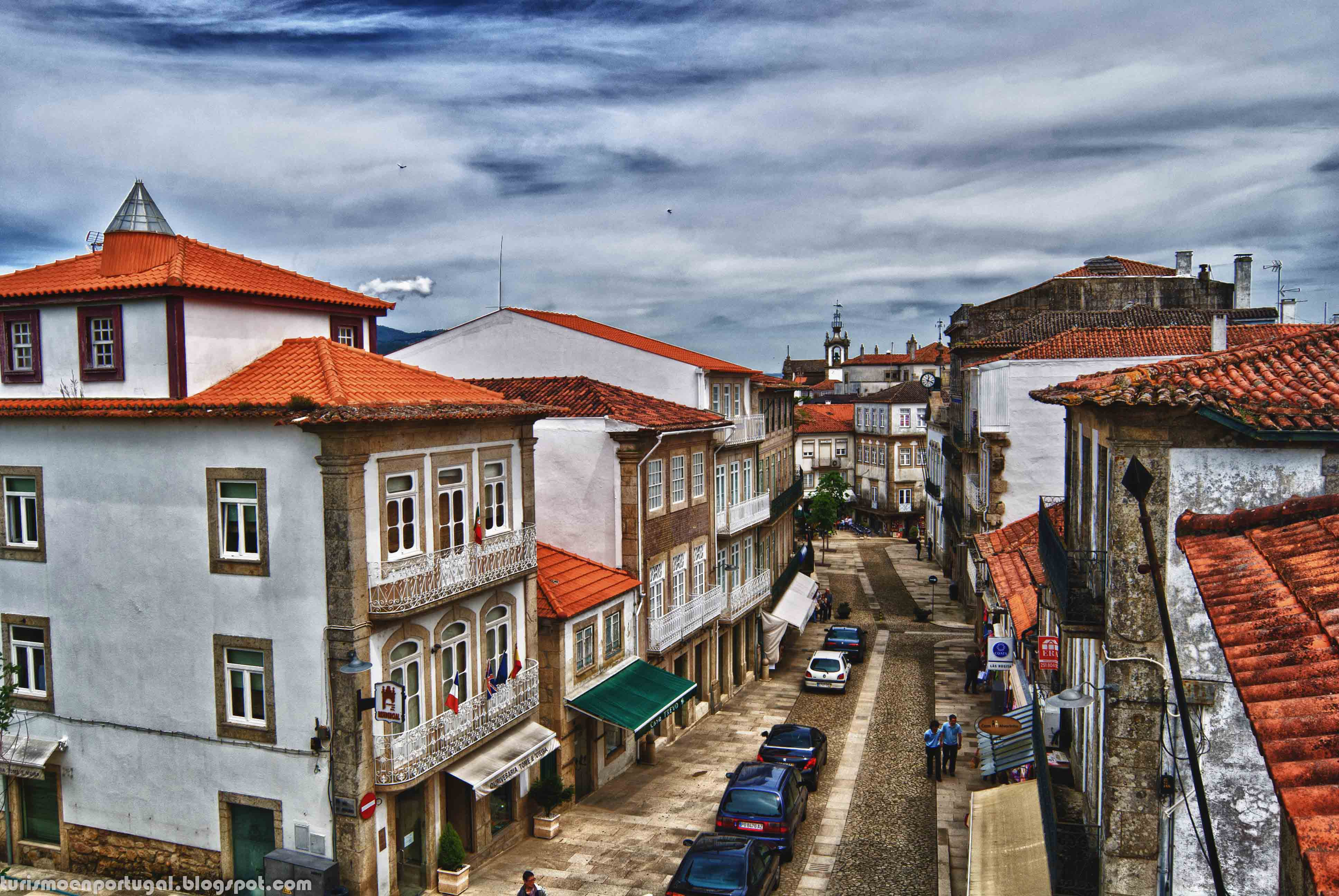
Im historischen Ortskern von Valença

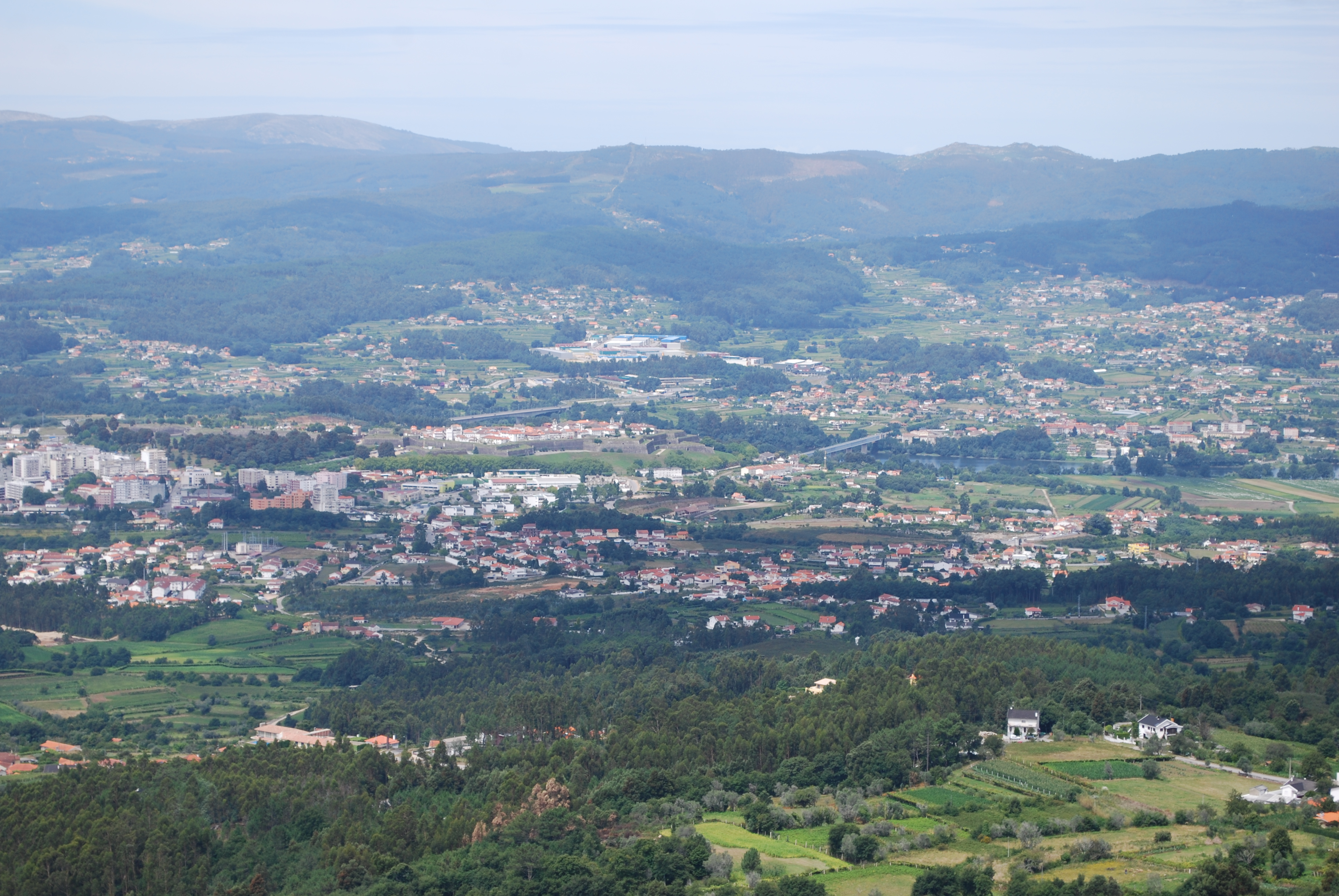
Blick auf Valença und Umland

### Verwaltung
Valença ist auch Sitz des gleichnamigen Kreises, der im Norden an Spanien grenzt. Die Nachbarkreise sind (im Uhrzeigersinn im Osten beginnend): Monção, Paredes de Coura sowie Vila Nova de Cerveira.
Mit der Gebietsreform im September 2013 wurden mehrere Gemeinden zu neuen Gemeinden zusammengefasst, sodass sich die Zahl der Gemeinden von zuvor 16 auf 11 verringerte.
Die folgenden Gemeinden (Freguesias) liegen im Kreis Valença:

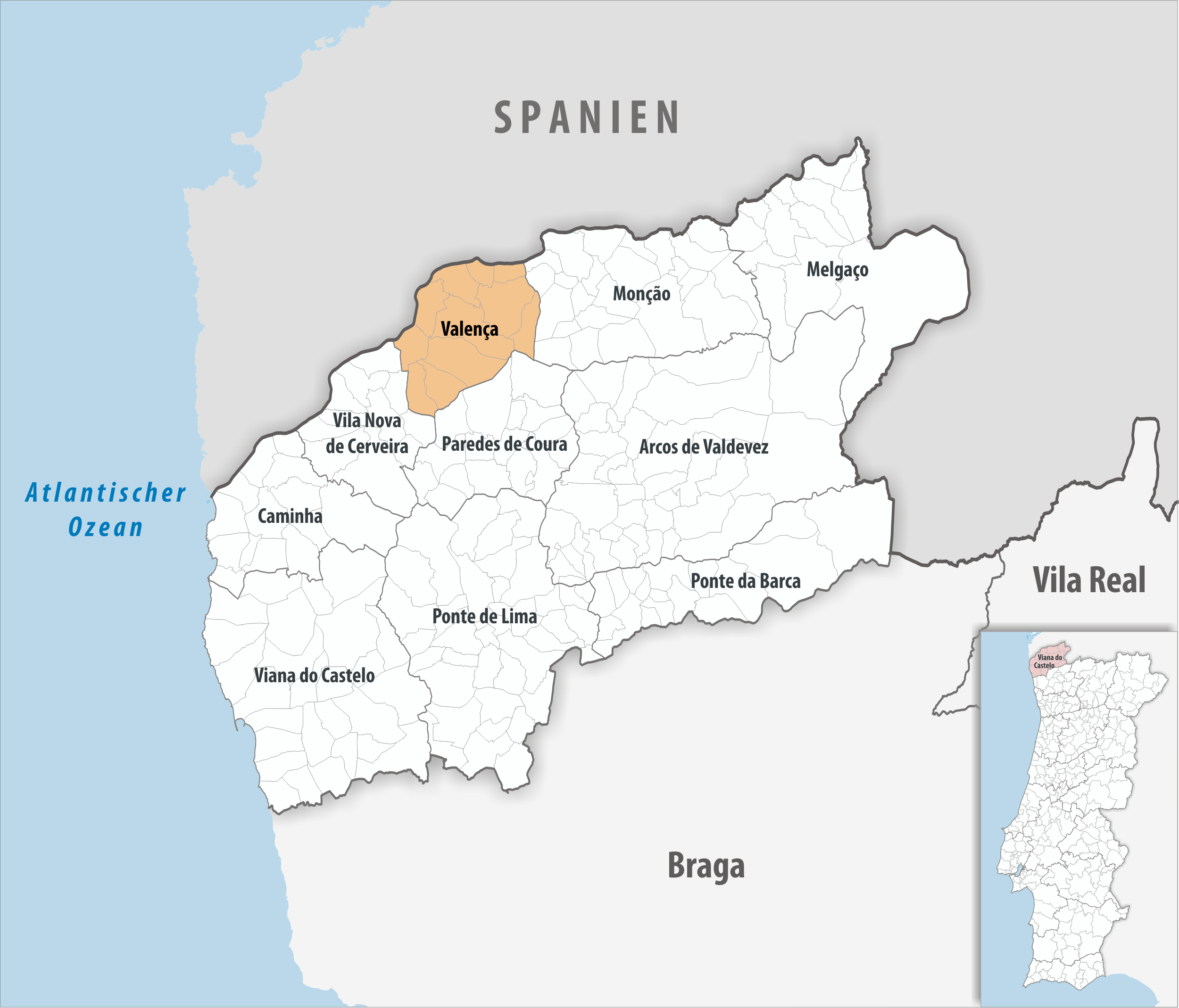
Kreis Valença

| Gemeinde                      | Einwohner (2021) | Fläche km² | Dichte Einw./km² | LAU- Code |
| ----------------------------- | ---------------- | ---------- | ---------------- | --------- |
| Boivão                        | 185              | 7,97       | 23               | 160802    |
| Cerdal                        | 1.550            | 18,78      | 83               | 160803    |
| Fontoura                      | 685              | 9,17       | 75               | 160805    |
| Friestas                      | 513              | 4,15       | 124              | 160806    |
| Gandra e Taião                | 1.391            | 20,19      | 69               | 160817    |
| Ganfei                        | 1.207            | 9,47       | 127              | 160808    |
| Gondomil e Sanfins            | 418              | 17,72      | 24               | 160818    |
| São Julião e Silva            | 600              | 8,18       | 73               | 160819    |
| São Pedro da Torre            | 1.243            | 7,79       | 160              | 160812    |
| Valença, Cristelo Covo e Arão | 5.258            | 9,49       | 554              | 160820    |
| Verdoejo                      | 573              | 4,23       | 135              | 160816    |
| Kreis Valença                 | 13.623           | 117,14     | 116              | 1608      |

### Kommunaler Feiertag
- 18. Februar

## Wirtschaft
Der Fremdenverkehr ist von großer Bedeutung. Insbesondere die vielen spanischen Tagestouristen bevölkern die sehenswerten historischen Altstadtgassen und seine vielen Souvenirläden.
Mit dem Parque Industrial de São Pedro da Torre, dem Parque Empresarial und der Plataforma Logística verfügt der Kreis über drei Gewerbe- und Logistikparks. Auch die Landwirtschaft ist noch von Bedeutung.

## Verkehr

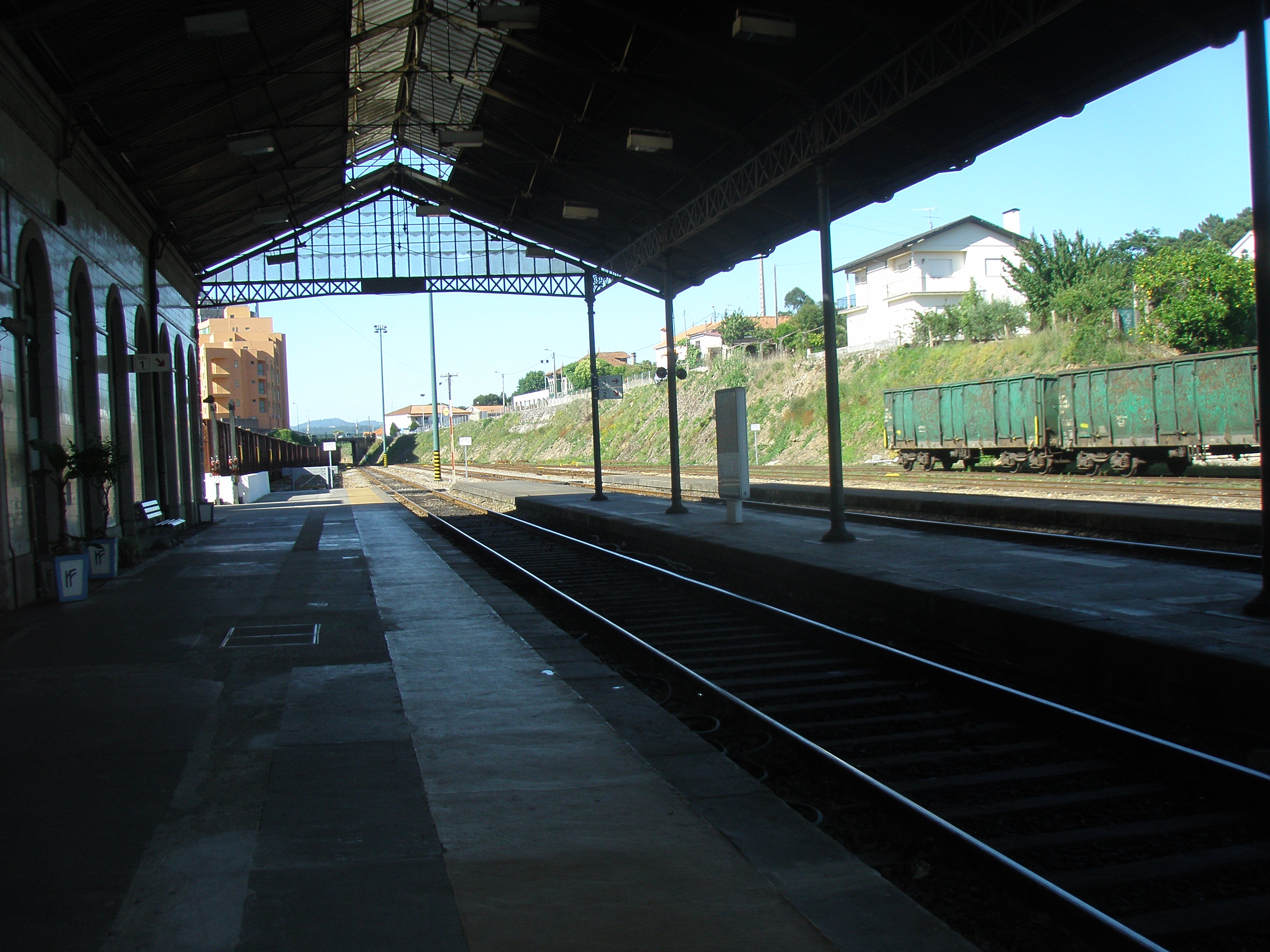
Im Bahnhof von Valença

Valença liegt an der Eisenbahnstrecke Linha do Minho. Am denkmalgeschützten Bahnhof ist ein Eisenbahnmuseum eingerichtet.
Die Autobahn A3, ein Teil der Europastraße 1, führt von Porto über Valença ins spanische Galicien.
Der Ort ist in das landesweite Busnetz der Rede Expressos eingebunden.
Zwischen Valença und Tui in Galicien führt eine einbogige römische Brücke (portugiesisch ponte romana), die Ponte Velha von Chamozinhos, über den Rio Minho.

## Kultur
Das Portugiesische Eisenbahnmuseum unterhält eine Außenstelle in der Stadt.

## Söhne und Töchter

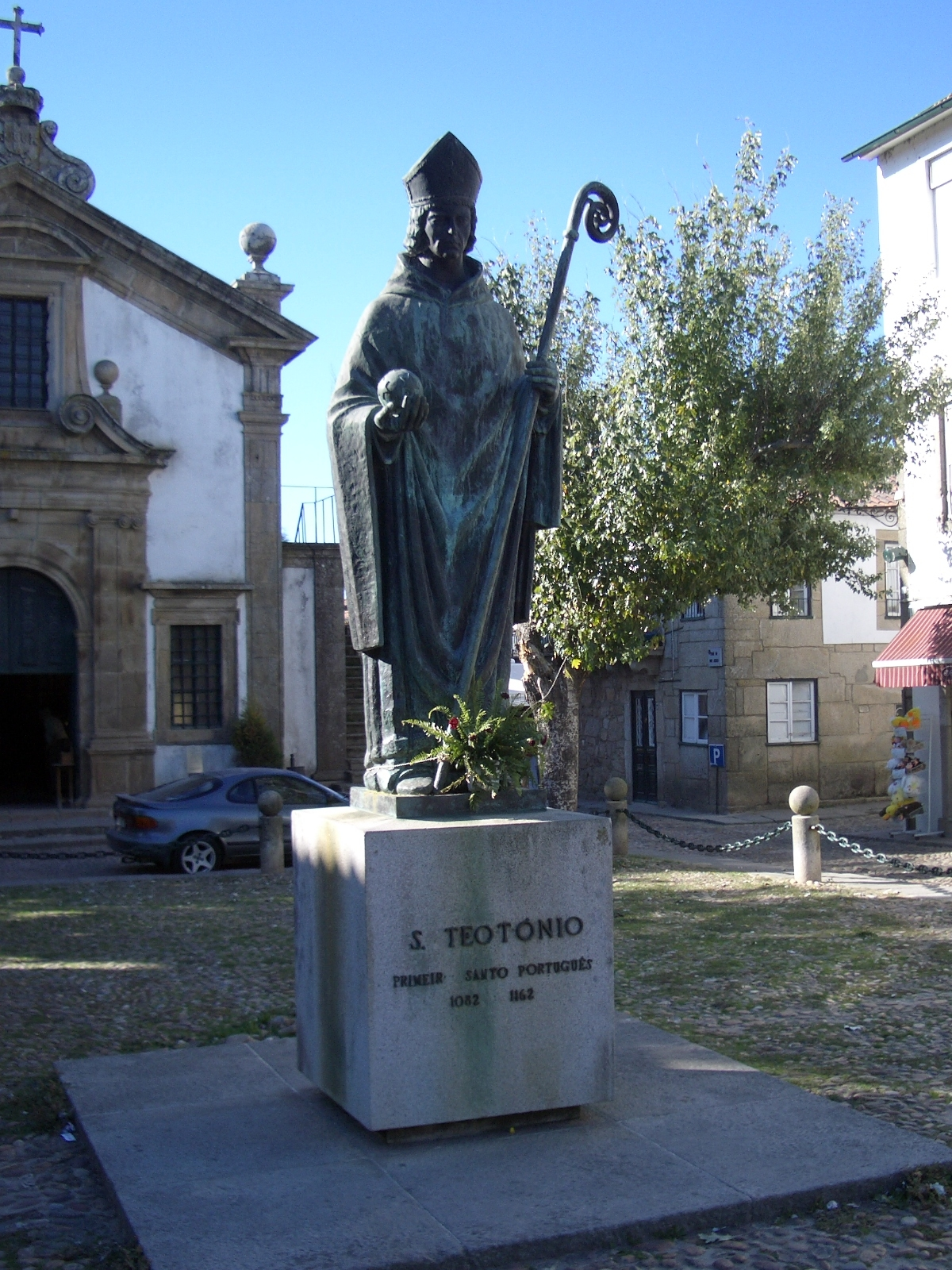
Denkmal des heiligen Teotónio

- São Teotónio (1082–1162), heiliggesprochener Prior des Klosters Santa Cruz
- Antonio de Sotomayor (1547–1648), spanischer katholischer Priester
- João Manuel Abreu (1757–1815), Mathematiker
- José Joaquim Champalimaud (1771–1825), Marschall
- Joaquim Antônio Ferreira (1777–1859), Militär, Politiker und Sklavenhändler in Brasilien
- Francisco Xavier da Silva Pereira (1793–1852), adliger Militär und Politiker, Setembrist
- José Augusto Vieira (1856–1890), Schriftsteller
- José Maria Rodrigues (1857–1942), Theologe und Schriftsteller
- Júlio Evangelista (1927–2005), Jurist, Journalist, Funktionär des Estado-Novo-Regimes
- José Augusto Martins Fernandes Pedreira (1935–2020), Bischof von Viana do Castelo
- Solange Pereira (* 1989), portugiesisch-spanische Leichtathletin